# ハイメ・サエンス
ハイメ・サエンス・グスマン：Jaime Sáenz Guzmán (1921年-1986年)は、ボリビアのジャーナリスト、教員、詩人。 
ラパス市は彼の生活空間と彼の作品の永久的な背景となった。 ボリビア出身の文学の最も重要な作家の一人として認められ、20世紀のボリビアの文化空間は彼の人生と作品で深く刻まれた。

## 略歴
ハイメ・サエンス：Jaime Sáenz（作家、詩人、小説家、劇作家、エッセイスト、画家）は1921年10月8日、ボリビアのラパスで生まれる。父親は軍の中佐、ヘロニモ・サエンス・リベロ：Geronimo Sáenz Rivero、母親はガブリエラ・グスマン・ラサルテ：Gabriela Guzmán Lazarteであった。彼の人間性、芸術的形成は1926年に入ったムニョス:Muñoz学校で始まった。中学、高校はラパス市のインスティトゥート・アメリカノ：Instituto Americanoで教育を受け、1937年に卒業した。 
サエンスは1938年にボリビアの学校及び陸軍士官学校の同級生と共にドイツに渡り、文学や芸術の近代的な技術を身に着けた。ヨーロッパの哲学者アルトゥル・ショーペンハウアー、ヘーゲル、マルティン・ハイデッガー、作家トーマス・マン、ウィリアム・ブレイク、フランツ・カフカから影響を受け、音楽ではリヒャルト・ワーグナーと アントン・ブルックナー好んでいた。 
1939年にボリビアに戻り、1941年には防衛省、その後財務省、在アメリカ合衆国ボリビア大使館の広報担当となる。二年後には妻となるエリカ：Erikaと出会い、1947年に娘のジョウライネ：Jourlaineが生まれた。サエンスのアルコール依存症の為、 1948年に妻と娘は彼と永遠に離れる決意をし、ドイツに帰国した。 1944年に彼の雑誌第一号コルナムサ：Cornamusaが発売された。1955年に『メス』：El Espalpelo、1957年に『タッチによる死』：Muerte por el tactoが発表された。
1967年に友人のカルロス・アルフレド・リベラ：Carlos Alfredo Riveraと出会い、サエンスはリベラの言うことしか聞かないほどの特別な親友となる。サエンスは公然とバイセクシュアルと宣言していた。

### サエンスと講義
サエンスは1970年にサン・アンドレス大学：Universidad Mayor de San Andrésでボリビア文学の中でアルシデス・アルゲダス：Alcides Arguedasについて講義を行った。
1978年、サン・アンドレス大学：Universidad Mayor de San Andrésでサエンスは他の教員及び学生の協力のもと詩のワークショップを開く。同じ年にラパスの写真本：Imágenes Paceñasを発表した。

### 影響
サエンスはボリビアの文学、音楽、現代絵画のほとんどに影響を与えた。新世代の映像制作者にも影響している。

### サエンス：アルコールと死
サエンスにとって死は魅力的なものであった。自叙伝『磁石』：La Piedra imán（1989年）で語っているように、青春時代の楽しみの一つが死者を熟慮するために遺体安置所を訪れることだった。彼の『真の人生』とは生命と死を理解することであった。同作品の中で長年にわたりアルコール依存症であったことも書かれている。ある時、サエンスは飲酒と執筆を同時にできないことに気づき、飲酒をやめた。詩を書くことを生き方として選んだことは彼の人生における最大の勝利であった。
サエンスはその後2度のアルコール問題に陥ったが、それ以外には1986年の死の直前まで飲酒はしなかった。彼のほとんどの作品はアルコールから離れていた時期に書かれている。
1986年8月16日、友人や同僚に囲まれラパスで亡くなった。

## 作
詩
- El escalpelo (1955).
- Aniversario de una visión (1960).
- Visitante profundo (1964).
- Muerte por el tacto (1967).
- Recorrer esta distancia (1973).
- Bruckner. Las tinieblas (1978).
- La noche (1984).

物語
- Los cuartos (1985).
- Vidas y Muertes (1986).
- La piedra imán (1989).

小説
- Felipe Delgado (1979).
- Los papeles de Narciso Lima Acha (1991).
- Obras inéditas (1996).

ドラマ
- Obra dramática (2005).

Miscelánea
- La bodega de Jaime Sáenz (2005).

その他
- Imágenes paceñas (1979).
- Al pasar un cometa (1982).
- Tocnolencias (2009).
- Calaveras.